# Elgeyo Escarpment
Elgeyo Escarpment är en klint i Kenya.   Den ligger i länet Marakwet, i den västra delen av landet, 250 km nordväst om huvudstaden Nairobi. Elgeyo Escarpment ligger 1 852 meter över havet.
Terrängen runt Elgeyo Escarpment är varierad, och sluttar brant österut. Runt Elgeyo Escarpment är det ganska tätbefolkat, med 80 invånare per kvadratkilometer. I omgivningarna runt Elgeyo Escarpment växer huvudsakligen savannskog.